# Johanneskerk (Sittard)
De Johanneskerk is de protestantse kerk van Sittard, gelegen aan Monseigneur Vranckenstraat 9.

## Geschiedenis
De Gereformeerde gemeente van Sittard splitste zich in 1956 af van die van Sittard-Geleen. In 1956 werd een houten noodkerk in gebruik genomen, welke in 1963 afbrandde. Men kerkte daarna enige tijd in het evangelisatiegebouw "De Schakel", terwijl de definitieve kerk in 1966 in gebruik werd genomen. Architect was Noël Ramakers. Bijzonder was de oecumenische samenwerking bij de totstandkoming van het gebouw.
In 2004 werd de kerk verbouwd en is daarna in gebruik genomen als protestantse kerk.

## Gebouw
Het betreft een zaalkerk, vervaardigd van een staalskelet dat met bepleisterde steen en betonsteen werd opgevuld. Een vrijstaande open betonnen klokkentoren is gesierd met een symbolische zon en duif. De kerk heeft een plat dak. Achter de liturgische ruimte bevinden zich een viertal glas-in-loodramen, die de evangelisten symboliseren. Opzij is een groen kruisvenster. Het orgel is van 1966 en werd door Verschueren gebouwd.